# 20964 Mons Naklethi
20964 Mons Naklethi este un asteroid din centura principală de asteroizi.

## Descriere
20964 Mons Naklethi este un asteroid din centura principală de asteroizi. A fost descoperit pe 16 octombrie 1977 la Observatorul Kleť de Antonín Mrkos. Asteroidul prezintă o orbită caracterizată de o semiaxă mare de 2,38 ua, o excentricitate de 0,19 și o înclinație de 9,3° în raport cu ecliptica.